# Ron Livingston
Ronald Joseph Livingston (Cedar Rapids, Iowa; 5 de junio de 1967), conocido como Ron Livingston, es un actor estadounidense. Es hermano del también actor John Livingston y de la periodista Jennifer Livingston.

## Carrera
Su rol más conocido es como un empleado corporativo en la cinta clásica de culto Office Space, aunque también se le conoce por su papel del oficial Lewis Nixon en Band of Brothers. Interpretó a Jack Berger, el novio de Carrie en la serie de Sex and the City. Protagonizó la serie Standoff, donde interpreta a Matt Flannery, un negociador del FBI. La serie está coprotagonizada por Rosemarie DeWitt.
Livingston estudió en la Universidad de Yale, donde recibió el grado de Bachiller en Artes en Estudios de Teatro y Literatura Inglesa. El joven actor pronto se mudó a Chicago, donde se convirtió en amante de los escenarios. Su primer papel en una película fue en 1992 en la realización de Dolly Parton, Straight Talk. Luego se muda a Los Ángeles, donde toma papeles en Some Call It a Sling Blade y The Low Life.
En 1996, ocupa su primer papel de importancia en la película Swingers. Durante los años 1998 y 2002, participó en la serie The Practice del productor y director David E. Kelley, que fue transmitida por la cadena ABC.
Está casado y tiene dos hijas

## Filmografía
- Good american family (2025) - Michael Barnett
- Sitting in Bars with Cake (2023) - Fred
- The Flash (2023) - Henry Allen
- Una herencia de muerte (The Estate) (2022)
- Tully (2018) - Drew
- Loudermilk (TV) (2017) - Sam Loudermilk
- Shangri-La Suite (2016) - Elvis Presley
- Glee (2016) - Tim Shea
- Search Party (TV) (2016) - Keith Powell
- The 5th Wave  (2016) - Oliver Sullivan
- Vacation  (2015) - Ethan
- Boardwalk Empire  (2014) - Roy Phillips
- The Pretty One (2013) - Charles
- The Conjuring (2013) - Roger Perron
- Drinking Buddies (2013) - Chris
- La extraña vida de Timothy Green (2012) -  Franklin Crudstaff
- Dinner for Schmucks (2010) - Jay Roach
- Defying Gravity (TV) (2009) - Maddux Donner
- The Time Traveler's Wife (2008) - Gomez
- Music Within (2007) - como Richard Pimentel
- American Crude (2007) - Johnny
- Holly (2006) - Patrick
- Life Happens (2006) - Ben Dreamantowski
- Pretty Persuasion (2005) - Mr. Anderson
- Relative Strangers (2005) - Dr. Richard Clayton
- Little Black Book (2004) - Derek
- 44 Minutes: The North Hollywood Shoot-Out (2003) - Donnie Anderson
- The Cooler (2003) - Larry Sokolov
- Sex and the City (TV) (2002-2003) - Jack Berger
- Adaptation. (2002)
- Buying the Cow (2002) - Tyler Carter Bellows
- The Practice (2001-2002) - Assistant D.A. Alan Lowe
- Band of Brothers (TV) (2001) - Captain Lewis Nixon
- Voces de ángeles (2000)
- Beat (2000) - Allen Ginsberg
- Body Shots (1999)
- Office Space (1999) - Peter Gibbons
- Two Ninas (1999) - Marty Sachs
- Swingers (1996) - Rob
- JAG Alerta Roja (1995) - Prisionero de Irak